# 太陽風交点
『太陽風交点』（たいようふうこうてん）は堀晃による短編SF小説。『S-Fマガジン』（早川書房）1977年3月号に初掲載された。
本作を表題作とする堀の単行本第1作となる同名短編集が早川書房から1979年に刊行され、1981年1月に第1回（1980年度）日本SF大賞を受賞。日本SF大賞は徳間書店が後援していたため、文庫版の出版契約を徳間書店と堀との間で交わしたところ、早川書房が口頭による契約締結と出版業界の慣例（単行本の出版から3年程度で文庫版の出版。その間は先行業者に出版権利、出版許諾権がある）を主張して、徳間書店および堀に対して訴訟を起こした、いわゆる太陽風交点事件が起きたことで知られる。
後に「トリニティシリーズ」と呼ばれる一連の作品で最初に執筆された作品であり、物語の時系列的にも最初の作品である。

## あらすじ
滅びた異星文明の遺跡調査を行っている“私”は、ヘルクレス110番星を訪問せよという緊急指令を受ける。ヘルクレス110番星には死んだはずの“私”の恋人・オリビアが待っているというのだ。
ヘルクレス110番星へと急ぐ“私”の前に太陽帆を広げた無数の太陽風ヨットが現れる。それはヘルクレス110番星系から飛来した鉱物生命体であった。

## 収録書籍
太陽風交点
1979年、単行本、早川書房、全国書誌番号:79034313
解説 小松左京
1. イカルスの翼
2. 時間礁
3. 暗黒星団
4. 迷宮の風
5. 最後の接触
6. 電送都市
7. 骨折星雲
8. 太陽風交点
9. 遺跡の声
10. 悪魔のホットライン

太陽風交点
1981年、徳間文庫、徳間書店、全国書誌番号:81019701
遺跡の声
1996年、アスペクト・ノベルス、アスキー、ISBN 978-4893666147
トリニティシリーズの集成版
1. 太陽風交点
2. 塩の指
3. 救助隊Ⅱ
4. 沈黙の波動
5. 蜜の底
6. 流砂都市
7. ペルセウスの指
8. 遺跡の声

遺跡の声
2007年、創元SF文庫、東京創元社、ISBN 978-4-488-72202-9
装画 加藤直之
アスペクト・ノベルス版に「渦の底で」を追加収録。